# 希伯特岩
希伯特岩（英語：Hibbert Rock），是南極洲的岩石，位於阿德萊德島南端的奎斯特海峽，由英國南極名稱諮詢委員會命名，現時由南極條約體系管理。